# Samuel Soler
Samuel Soler Martín (Plasencia, 18 de mayo de 1979) es un deportista español que compitió en natación adaptada. Ganó una medalla de bronce en los Juegos Paralímpicos de Sídney 2000 en la prueba de 200 m libre (clase S3).

## Palmarés internacional
| Juegos Paralímpicos | Juegos Paralímpicos | Juegos Paralímpicos | Juegos Paralímpicos |
| Año                 | Lugar               | Medalla             | Prueba              |
| ------------------- | ------------------- | ------------------- | ------------------- |
| 2000                | Sídney (Australia)  | Medalla de bronce   | 200 m libre S3      |